# Chi Le
Chi Le, tên khoa học Gigantochloa, là một chi thực vật có hoa trong họ Hòa thảo (Poaceae).

## Loài
Hiện tại ghi nhận được các loài:
- Gigantochloa achmadii Widjaja
- Gigantochloa albociliata (Munro) Kurz
- Gigantochloa andamanica (Kurz) Kurz
- Gigantochloa apus (Schult. & Schult. f.) Kurz
- Gigantochloa aspera (Schult. & Schult. f.) Kurz
- Gigantochloa atroviolacea Widjaja
- Gigantochloa auriculata (Kurz) Kurz
- Gigantochloa balui K.M. Wong
- Gigantochloa cochinchinensis A. Camus
- Gigantochloa compressa R. Parker
- Gigantochloa densa (E.G. Camus) T.Q. Nguyen
- Gigantochloa dinhensis (A. Camus) T.Q. Nguyen
- Gigantochloa felix (Keng) Keng f.
- Gigantochloa hasskarliana (Kurz) Backer ex K. Heyne
- Gigantochloa hayatae (A. Camus) T.Q. Nguyen
- Gigantochloa heteroclada Stapf
- Gigantochloa heterostachya Munro
- Gigantochloa holttumiana K.M. Wong
- Gigantochloa hosseusii (Pilg.) T.Q. Nguyen
- Gigantochloa kachinensis E.G. Camus
- Gigantochloa kathaensis E.G. Camus
- Gigantochloa kurzii Gamble
- Gigantochloa latifolia Ridl.
  -     - Gigantochloa latifolia var. alba Holttum
    - Gigantochloa latifolia var. efimbriata Holttum
    - Gigantochloa latifolia var. latifolia
- Gigantochloa latispiculata Gamble
- Gigantochloa levis (Blanco) Merr.
- Gigantochloa ligulata Gamble
- Gigantochloa macrostachya Kurz
- Gigantochloa manggong Widjaja
- Gigantochloa maxima (Lour.) Kurz
  -     - Gigantochloa maxima var. maxima
    - Gigantochloa maxima var. minor Holttum
    - Gigantochloa maxima var. viridis Holttum
- Gigantochloa merrilliana Elmer
- Gigantochloa multiculmis A. Camus
- Gigantochloa nigrociliata (Büse) Kurz
  -     - Gigantochloa nigrociliata var. hohenackeri (Fisch.) H.B. Naithani
- Gigantochloa novoguineensis Rendle
- Gigantochloa parviflora (Keng f.) Keng f.
- Gigantochloa parvifolia (Brandis ex Gamble) T.Q. Nguyen
- Gigantochloa poilanei (Camus) T.Q. Nguyen
- Gigantochloa pruriens Widjaja
- Gigantochloa pseudoarundinacea (Steud.) Widjaja
- Gigantochloa ridleyi Holttum
- Gigantochloa robusta Kurz
- Gigantochloa rostrata K.M. Wong
- Gigantochloa scortechinii Gamble
  -     - Gigantochloa scortechinii var. albovestita Holttum
    - Gigantochloa scortechinii var. scortechinii
- Gigantochloa scribneriana Merr.
- Gigantochloa sinuata (Gamble) T.Q. Nguyen
- Gigantochloa stocksii (Munro) T.Q. Nguyen
- Gigantochloa tekserah E.G. Camus
- Gigantochloa tenuispiculata (A. Camus) T.Q. Nguyen
- Gigantochloa thoi K.M. Wong
- Gigantochloa toungooensis Brandis
- Gigantochloa verticillata (Willd.) Munro
  -     - Gigantochloa verticillata var. awi gombong Ochse
- Gigantochloa vietnamica T.Q. Nguyen
- Gigantochloa vinhphuica T.Q. Nguyen
- Gigantochloa wanet E.G. Camus
- Gigantochloa wrayi Gamble
- Gigantochloa wunthoensis E.G. Camus
- Gigantochloa yunzalinensis Brandis

Các loài đã chuyển sang chi khác
- G. auriculata - Bambusa vulgaris
- G. heterostachya - Bambusa heterostachya
- G. latispiculata - Bambusa heterostachya
- G. maxima - Bambusa bambos
- G. merrilliana - Dendrocalamus merrillianus
- G. novoguineensis - Neololeba atra
- G. sinuata - Dendrocalamus sinuatus
- G. stocksii - Pseudoxytenanthera stocksii
- G. tabindaing - Bambusa villosula